# Kai-Uwe von Hassel
Pour les articles homonymes, voir Hassel.
Kai-Uwe von Hassel, né le 21 avril 1913 à Gare (région du Tanga) en Afrique orientale allemande, devenue Tanzanie et mort le 8 mai 1997 à Aix-la-Chapelle en Allemagne, est un homme d'État allemand membre de l'Union chrétienne-démocrate d'Allemagne (CDU).
Né en Afrique orientale allemande, il est expulsé après la Première Guerre mondiale et devient en 1935 vendeur. Il retourne alors au Tanganyika pour y exercer son métier. Il est de nouveau expulsé en 1940 et prend part à la Seconde Guerre mondiale, en tant qu'officier du renseignement militaire.
Il adhère à la CDU en 1946. En 1954, à l'âge de 41 ans, il devient ministre-président de Schleswig-Holstein. Il occupe ce poste huit ans, à la tête de coalitions de droite, devenant le premier à exercer plusieurs mandats.
À la suite de l'affaire du Spiegel, Konrad Adenauer le choisit en 1963 comme nouveau ministre fédéral de la Défense. Maintenu en poste par Ludwig Erhard, il est nommé ministre fédéral des Expulsés par Kurt Georg Kiesinger, en 1966.
Il quitte l'exécutif en 1969, ayant été élu président du Bundestag. Il conserve ce poste jusqu'aux élections de 1972, puis exerce les fonctions de vice-président de l'assemblée. À l'occasion des élections européennes de 1979, il rejoint le Parlement européen.
Il se retire de la vie politique à l'issue de son mandat de cinq ans, à l'âge de 71 ans.

## Biographie

### Une jeunesse entre Afrique et Allemagne
Il est le fils de Theodor von Hassel, officier de la troupe de protection de l'Afrique orientale. En 1919, la famille est expulsée par les nouvelles autorités britanniques et décide de s'installer à Glücksburg, juste en face du Danemark.
Il passe avec succès son Abitur en 1933, puis suit pendant deux ans un apprentissage de vendeur de produits agricoles. En 1935, il retourne s'installer au Tanganyika et y exerce son métier.

### La Seconde Guerre mondiale
Il est interné en 1939 à Dar-es-Salaam et de nouveau expulsé en Allemagne l'année suivante. Il s'engage alors dans la Wehrmacht et participe à la Seconde Guerre mondiale. En 1943, il est recruté par le service de renseignements de l'État-major en tant qu'interprète. Fait prisonnier de guerre en 1945, il est rapidement relâché.

### Débuts en politique
Alors qu'il est devenu fonctionnaire territorial de l'arrondissement de Flensbourg, il décide de s'engager en politique et rejoint l'Union chrétienne-démocrate d'Allemagne en 1946. En 1947, il met fin à sa carrière professionnelle et se fait élire au conseil municipal de Glücksburg, devenant bourgmestre de la ville pour quatre ans. Il entre l'année d'après, en 1948, à l'assemblée d'arrondissement.

### Ascension
À l'occasion des élections du 9 juillet 1950, il est élu député au Landtag du Schleswig-Holstein au scrutin uninominal. Son résultat de 34,8 % est le deuxième plus mauvais de la CDU. Cette même année, il est nommé vice-président de la CDU du Land, sous la présidence de Carl Schröter.
Le 7 août 1951, il est nommé représentant parlementaire du ministre de l'Intérieur Paul Pagel, alors que le ministre-président chrétien-démocrate Friedrich-Wilhelm Lübke vient de former son second cabinet. Il est ensuite reconduit par Lübke, successeur de Schröter, dans ses fonctions à la CDU régionale.
À l'occasion des élections fédérales du 6 septembre 1953, il se présente dans la 3e circonscription fédérale. Il totalise 51,4 % des voix, ce qui garantit son élection au Bundestag. Il est ensuite réélu pour un nouveau mandat au Landtag le 12 septembre 1954, de nouveau avec le deuxième plus mauvais résultat des chrétiens-démocrates, à savoir 30,6 %.

### Ministre-président du Schleswig-Holstein
Victime de graves problèmes de santé, Lübke renonce à se succéder. Kai-Uwe von Hassel, 41 ans, négocie la constitution d'une alliance de droite réunissant la CDU, le Bloc pan-allemand/Fédération des expulsés et réfugiés (GB/BHE) et le Parti libéral-démocrate (FDP), qui compte 40 députés sur 69.
Il est officiellement investi par le Landtag le 11 octobre et démissionne du Bundestag le 4 novembre suivant. Il est ensuite porté à la présidence de la CDU du Land. Le 7 septembre 1955, il prend pour un an la présidence tournante du Bundesrat. Il décide cette même année de quitter son mandat d'élu d'arrondissement.
À l'occasion du 6e congrès fédéral du parti, qui se réunit à Stuttgart, il est élu vice-président fédéral le 28 avril 1956, sous la présidence du chancelier fédéral Konrad Adenauer.
Lors des élections régionales du 28 septembre 1958, il établit la domination chrétienne-démocrate sur le Land du nord de l'Allemagne de l'Ouest. Sa formation remporte 44,4 % des voix, soit 33 députés sur 69. Lui-même est réélu avec 35,5 %, soit le pire résultat d'un candidat de la CDU. Il décide d'assurer la reconduction de sa coalition, qui compte désormais 41 élus. Le GB/BHE se retire en 1959, sans mettre en danger la majorité, à la suite du passage de deux de ses membres à la CDU.
Candidat pour un troisième mandat exécutif au scrutin du 23 septembre 1962, il confirme la première place de sa formation, qui obtient 45 % des voix et 34 sièges, ratant d'une voix la majorité absolue. Avec 36 % des voix dans sa circonscription, il est de nouveau le député le plus mal élu de son parti. Il envisage alors de maintenir son alliance avec les libéraux, mais ceux-ci préfèrent essayer de s'associer avec les sociaux-démocrates et le parti danois, qui refuse. Le 21 octobre, une semaine avant l'ouverture de la législature, les ministres FDP démissionnent et le gouvernement se retrouve chargé des affaires courantes.

### Ministre fédéral
Finalement, le 9 janvier 1963, Kai-Uwe von Hassel est choisi, à 49 ans, comme nouveau ministre fédéral de la Défense par Adenauer ; il prend alors la suite de Franz-Josef Strauß, compromis dans l'affaire du Spiegel, et cède le pouvoir à Kiel à Helmut Lemke, qui parvient à constituer une « coalition noire-jaune » avec les libéraux. Il quitte alors son mandat de conseiller municipal. En 1964, il laisse la présidence régionale du parti à Lemke, dont il devient vice-président. Son mandat est marqué par la mise en service, en 1965, des chars d'assaut Leopard 1 dans la Bundeswehr. Le 17 octobre suivant, le nouveau chancelier fédéral Ludwig Erhard le reconduit à son poste.
Cette même année, aux élections fédérales du 3 octobre, il se présente une nouvelle fois au Bundestag, dans la nouvelle 3e circonscription fédérale. Il conquiert un nouveau mandat de député avec 52,2 % des suffrages, et démissionne du Landtag. Il est maintenu dans ses fonctions au sein du cabinet Erhard II, constitué le 26 octobre. Il autorise par la suite les soldats à avoir une activité syndicale.
Le 1er décembre 1966, le ministre-président du Bade-Wurtemberg Kurt Georg Kiesinger prend la suite d'Erhard et forme une « grande coalition ». Hassel cède ses fonctions à Gerhard Schröder et prend le poste de ministre fédéral des Expulsés, des Réfugiés et des Blessés de guerre.

### Cadre du Bundestag

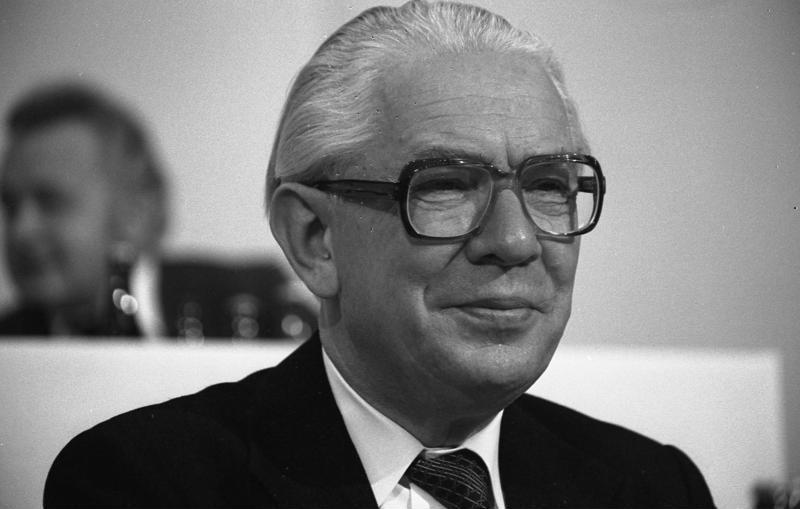
Kai-Uwe von Hassel, au congrès de la CDU en 1978.

À la suite de la démission d'Eugen Gerstenmaier le 31 janvier 1969, Kai-Uwe von Hassel est choisi par le groupe CDU/CSU au Bundestag pour prendre la présidence de l'assemblée parlementaire fédérale.
Il est élu le 5 février, par 252 voix sur 456 et quitte immédiatement le gouvernement. Il est alors le premier et seul homme politique allemand à avoir présidé les deux chambres parlementaires. Les élections fédérales du 28 septembre 1969 conduisent à un changement de majorité, mais les chrétiens-démocrates conservent le premier groupe parlementaire. En conséquence, le 20 octobre, il est réélu président du Bundestag, par 411 suffrages sur 517. Le 18 novembre, alors que Rainer Barzel prend la présidence fédérale de la CDU, il n'est pas reconduit dans ses fonctions de vice-président, mais continue de siéger au bureau en tant que membre de droit.
Les élections anticipées du 19 décembre 1972 donnent au groupe SPD au Bundestag le statut de première force parlementaire. À l'ouverture de la législature, le 13 décembre, il est donc désigné vice-président de l'assemblée, cédant son poste à la sociale-démocrate Annemarie Renger.

### De l'Europe à la fin de carrière
L'année 1975 marque le début de la fin de son parcours politique, avec son abandon de la vice-présidence de la CDU du Schleswig-Holstein. À la suite du scrutin parlementaire de 1976, ses fonctions de vice-président du Bundestag reviennent au chrétien-social Richard Stücklen.
À l'occasion des premières élections européennes directes, en 1979, il se fait élire député au Parlement européen. Il siège tout au long de son mandat au sein de la commission politique. Ne s'étant pas représenté au scrutin fédéral de 1980, il quitte la vie politique à l'issue de la législature, en 1984.

### Vie privée
Il a été marié deux fois, et a été père de deux fils et d'une fille. Son fils Joachim, de son premier mariage, s'est tué dans le crash de son Lockheed F-104 Starfighter en 1970. Le 8 mai 1997, il est victime d'une crise cardiaque lors de la remise du prix international Charlemagne d'Aix-la-Chapelle et meurt à l'âge de 84 ans. Il est enterré à Bad Godesberg, dans la ville de Bonn.

## Distinctions
- Grand-croix de l'ordre du Christ